# Farmsen (metrostation)
Farmsen is een metrostation in het stadsdeel Farmsen-Berne van de Duitse stad Hamburg. Het station werd geopend op 6 september 1920 en wordt bediend door lijn U1 van de metro van Hamburg.
- Virtual International Authority File: 238133532